# 羅克克里克鎮區 (印地安納州韋爾斯縣)
羅克克里克鎮區（英語：Rockcreek Township）是位於美國印地安納州韋爾斯縣的一個行政鎮區。

## 地方資料
根據2010年美國人口普查的數據，羅克克里克鎮區的面積為93.00平方千米，當中陸地面積為92.10平方千米，而水域面積為0.90平方千米。當地共有人口1579人，而人口密度為每平方千米16.98人。